# Clusia rosea
Cet article concerne Clusia rosea Jacq., 1760. Pour Clusia rosea Cambess., 1828, voir Clusia hilariana.
Espèce
Synonymes
- Clusia retusa Poir.[2]
- Elwertia retusa Raf.[2]
- Firkea rosea (Jacq.) Raf.[2]

Statut de conservation UICN

 LC  : Préoccupation mineure
Clusia rosea, clusier ou l'arbre autographe, est une espèce de plantes à fleurs du genre Clusia et de la famille des Clusiaceae.
C'est un arbre à répartition tropicale et subtropicale.

## Description
Clusia rosea est un arbre originaire des Caraïbes, que l'on trouve notamment aux Bahamas, à Hispaniola (comme dans le parc national Los Haitises), à Cuba, à Porto Rico et en Floride ,. 
C'est un hémiepiphyte, c'est-à-dire qu'il pousse en tant qu'épiphyte sur des rochers ou d'autres arbres au début de sa vie, et ressemble à un figuier étrangleur (Ficus). Tout comme le figuier étrangleur, il envahit et étrangle son arbre hôte grâce à ses nombreuses racines aériennes ,,. 
Des fleurs en entonnoir, atteignant 5 à 8 cm de diamètre, peuvent apparaître en été. Les pétales sont roses à blancs. Ses feuilles de grande taille (8 à 20 cm de long) et coriaces lui ont donné son nom commun : "arbre autographe" parce qu'elles enregistrent «l'écriture» à l'aide d'un objet pointu. L'arbre produit un fruit charnu, vert clair et toxique, dont les graines sont appréciées des oiseaux et des animaux sauvages. Les espèces de Clusia sont normalement dioïques, mais chez C. rosea, il n'y a que des individus pistillés et les graines se forment par agamospermie. 

## Culture
Cette plante est cultivée comme plante ornementale d'intérieur pour ses fleurs, son feuillage et ses fruits. Elle est plantée dans les jardins comme arbre fruitier ou ornemental dans les climats subtropicaux, et utilisée comme plante d'intérieur dans de nombreux climats . 

## Plante envahissante
Clusia rosea est une plante envahissante qui menace la biodiversité au Sri Lanka, à Hawaï et dans de nombreux autres pays tropicaux. 
Au Sri Lanka, elle se propage rapidement sur les montagnes du centre du pays. Elle pousse surtout sur les rochers et les affleurements rocheux, où elle forme des fourrés denses, ainsi que sur les branches et les troncs d'arbres indigènes, qu'elle envahit et étrangle rapidement. Cette espèce représente donc une grande menace pour le peu qu'il reste des forêts montagnardes indigènes, et pour la flore locale unique autour des affleurements rocheux, par exemple sur la chaîne de montagnes Hantana près de Kandy. On l'appelle Gal Goraka (ගල් ගොරක) ou Gal Idda (ගල් ඉද්ද) en cinghalais ,,. 
C'est l'une des plantes les plus envahissantes de Hawaï, où elle pousse dans les forêts et dans les zones dégagées et perturbées à basse altitude. Elle est propagée par les oiseaux qui en mangent les fruits ,. 

## Utilisation
Les feuilles étaient utilisées pour fabriquer des cartes à jouer aux Antilles. Certaines personnes inscrivent leur signature sur les feuilles et les regardent pousser . 
À Porto Rico, certaines parties de la plante étaient autrefois utilisées pour fabriquer des balles, du goudron et comme bois de chauffage .

## Liste des variétés
Selon Tropicos (3 septembre 2020) :
- variété Clusia rosea var. colombiana Cuatrec.